# Ausscheidung
Als Ausscheidung (Exkretion) bezeichnet man in der Biologie und Medizin die Abgabe von Stoffen über den Weg aus dem Körperinneren an die Körperoberfläche bis zur äußeren Umgebung, um sie aus dem Körper zu entfernen. Zur Körperoberfläche zählen außer der außenliegenden Haut auch die innenliegende Schleimhaut des Verdauungstraktes und das Epithel der Lunge, der Gallenblase sowie der ableitenden Harnwege. Insbesondere der Ausscheidung von Stoffwechselprodukten dienende Organe werden als Ausscheidungsorgane bezeichnet. Die vom Organismus ausgeschiedene Substanz ihrerseits wird ebenfalls als Ausscheidung bezeichnet.

## Mechanismen der Ausscheidung
Der Ausscheidung dienen verschiedene Vorgänge:
- die aktive Ausscheidung überflüssiger oder giftiger Stoffe, siehe dazu Exkretion
  - Defäkation
  - Urinieren
  - Erbrechen
  - aktive Atmung
- die passive Abgabe von Gasen durch Diffusion als Teil der Atmung

Wenn einzelne Stoffe in unterschiedlichen Konzentrationen ausgeschieden werden, spricht man von einer fraktionellen Ausscheidung.

## Medizin
Clearance (deutsch Ausscheidung) bezeichnet in der Medizin das Entfernen einer bestimmten exo- oder endogenen Substanz aus einem Organismus. Bei exogenen Stoffen wird die Clearance auch als Elimination bezeichnet.
Bei der renalen Clearance übernimmt die Niere die Ausscheidungsfunktion, die ösophageale Clearance reinigt die Speiseröhre von zurückgeflossenem Mageninhalt (auch Magensäure), die mukoziliäre Clearance entfernt Schleim, Bakterien und Fremdkörper aus dem Atemtrakt, um die Atemwege freizuhalten und Infektionen zu verhindern.
Die Ausscheidung von Krankheitserregern ist nicht als Abwehrmechanismus des Körpers zu verstehen, sondern als Teil der Vermehrungsstrategie von Mikroorganismen oder Würmern. Krankheitserreger können zum Beispiel über den Stuhl in die Umwelt gelangen, auch ohne dass der Infizierte Symptome der Erkrankung aufweist (asymptomatische Ausscheidung). Bei Dauerausscheidern geschieht dies über einen längeren Zeitraum (besonders bei den Salmonellosen).

## Abgrenzungen zu anderen Begriffen
Sekretion ist die Absonderung von Sekreten durch Drüsen. Dieser Vorgang wird normalerweise von der Exkretion abgegrenzt. Bei der exokrinen Sekretion werden zwar ebenfalls Stoffe an die innere oder äußere Körperoberfläche abgegeben („ausgeschieden“), zum Beispiel Schweiß oder Talg. Dies sind aber keine wertlosen oder schädlichen Stoffe, sondern sie dienen zum Beispiel der Thermoregulation (Schweiß) oder der Pflege der Haut (Talg). Insofern ist die exokrine Sekretion nicht oder nur im weiteren Sinn ein Bestandteil der Ausscheidung.
Bei der Atmung verlässt Wasserdampf die Lungen zusammen mit der Atemluft. Dabei handelt es sich um einen unerwünschten Wasserverlust, dessen Ausmaß von der Luftfeuchtigkeit der Außenluft abhängt. Beim Hecheln von Hunden ist nicht die Abgabe von Wasser der Zweck, sondern die Wärmeabfuhr (Thermoregulation). Diese Fälle von unvermeidlichem Wasserverlust kann man nicht zur Ausscheidung im Sinne der Definition rechnen.

## Weitere Bedeutungen
In der Metallurgie bezeichnet Ausscheidung die Bildung neuer Phasen in einer übersättigten metallischen Legierung und kommt so im Wort Ausscheidungshärtung vor.